# 基隆天胡荽
基隆天胡荽（学名：Hydrocotyle keelungensis）为繖形科天胡荽屬下的一个种。

## 扩展阅读
- 維基物種上的相關：基隆天胡荽